# Petar Ivanov
Petar Ivanov (i Italien kendt som Pietro Ivanov) (født 1894 i Zadar, død 1961) var en kroatisk roer.
Ivanov deltog ved OL 1924 i Paris, hvor han repræsenterede Italien, som hans hjemby Zadar på daværende tidspunkt hørte under, i otteren. De vandt deres indledende heat, hvorpå de i finalen kom på en tredjeplads slået af USA og Canada, der vandt henholdsvis guld og sølv. De øvrige medlemmer af den italienske båd var brødrene Ante, Frane og Šimun Katalinić, samt Carlo Toniatti, Giuseppe Crivelli, Bruno Sorić, Latino Galasso og styrmand Viktor Ljubić.
Ivanov vandt desuden en EM-guldmedalje i samme disciplin i Como.

## OL-medaljer
- 1924:  Bronze i otter